# Sosithée
Sosithée est un poète tragique grec du IIIe siècle av. J.-C. Nous ne savons que peu de choses de sa vie et de son œuvre. Il est mentionné par Hygin, Diogène Laërce, dans la Souda et dans une épigramme funéraire de Dioscoride dans l’Anthologie palatine. Il était considéré comme l’un des sept poètes de la Pléiade tragique.
Les quelques données biographiques sont données par la Souda : il serait d’Athènes ou de Syracuse mais plus sûrement d’Alexandrie de Troade.
Son succès était florissant au moment de la 124e olympiade (284/281 av. J.-C.). Il ne nous est parvenu que des fragments de deux de ses œuvres. Il écrivait en vers et en prose. Il était le rival d’Homère le Jeune. Il semble s’être inspiré (et l’avoir revivifié) du style des drames satyriques des anciens tragiques.
Parmi les fragments qui nous sont parvenus, on possède ceux d'un Aethlios, cités par Stobée, et surtout ceux beaucoup plus importants d'un Daphnis, qui raconte l’histoire du berger Daphnis à la recherche de sa dulcinée Pimplea ainsi que du roi-moissonneur Lityersès.